# منتخب إستونيا لكرة السلة 3x3
منتخب إستونيا لكرة السلة 3x3 هو منتخب إستونيا الوطني في رياضة كرة السلة 3×3، يدار من قبل الاتحاد الإستوني لكرة السلة.